# Neovulkanity slovenských Karpat
Neovulkanity slovenských Karpat, také neogenní vulkanity karpatského oblouku, je souhrnný název pro vulkanismus, který probíhal v třetihorách (neogén – spodní báden) až do čtvrtohor a vystupuje na vnitřní straně karpatského oblouku (v malé míře i na vnější straně). Vznik sopečné činnosti je spojován s procesy kolize a subdukce okraje evropské platformy (oceanického podloží flyšového pásma) pod obloukem Karpat a dalším vývojem Panonské zaobloukové pánve. Eruptivní činnost se odehrávala v značném časovém rozpětí. Za nejstarší horniny jsou považovány východokarpatské andezity a ryolity spodního miocénu z okolí rumunského Banátu. Nejmladší produkty mají věk mírně přes 20 000 let.
Západokarpatské neovulkanické pohoří poprvé správně definoval v 18. století Ján Ehrenreich Fichtel.

## Tektonické poměry
V období neogénu představovaly Karpaty ostrovní oblouk, který migroval na sever, severovýchod až východ v důsledku ustupující subdukce oceánské resp. suboceánské kůry podloží flyšového pásma. Ustupující subdukce (rollback) měla za následek extenzi pánví v zaobloukové oblasti.

## Prvotní fáze
V období spodního miocénu se v severním Maďarsku začala první fáze vulkanismu, reprezentovaná kyselými horninami převážně ryodacitového až ryolitového složení. Obdobné horniny jsou známy i z Východních Alp z oblasti západně od města Štýrský Hradec. Tato fáze se ve středním miocénu rozšířila i na území Slovenska – na středním Slovensku vystupují horniny tohoto typu v spodních souvrstvích Poľany, Kremnických vrchů a pohoří Vtáčnik, na východním Slovensku jsou to ryodacitové tufy v sedimentech spodního bádenu v oblasti Zemplína a Miliče.

## Střední fáze

### Vulkanity zaobloukové extenze

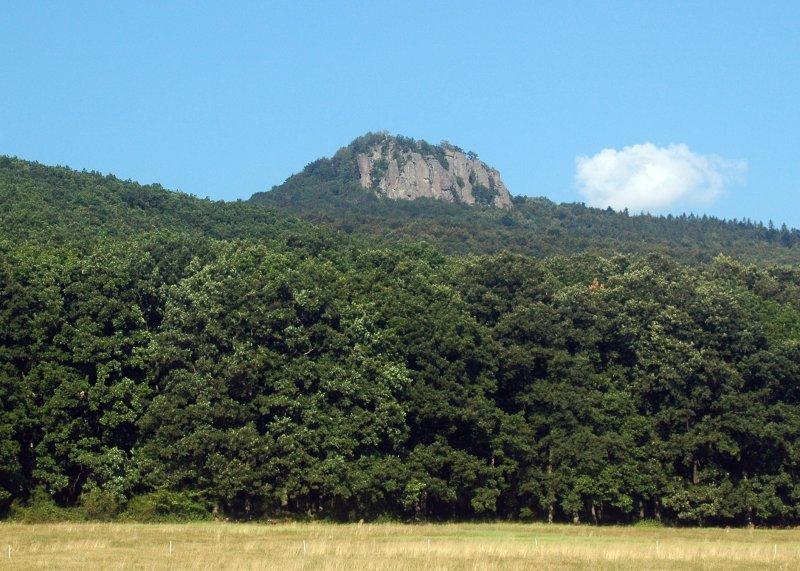
Žarnov – andezitové těleso v pohoří Vtáčnik

Ve spodním bádenu nastupuje nový typ vulkanismu – alkalicko-vápenaté andezity a dacity. Tato aktivita začala v podmořském prostředí podél šahansko-lysecké zóny v oblasti Krupinské planiny. Později byly v pobřežní zóně tehdejšího moře zformovány rozsáhlé stratovulkány (Poľana, Javorie, Lysec, Čelovce, štiavnický stratovulkán a stratovulkán v Kremnických vrších).
Další vývoj poznamenala ještě během bádenu rozsáhlá eroze a vznik vulkanicko-tektonických depresí, které byly vyplněny bazičtějšími horninami. Následné obnovení činnosti ve svrchním bádenu vytvořilo vrchní stavbu stratovulkánů v pohoří Javorie a Štiavnických vrších, jakož i samostatné stratovulkány ve Vtáčníku, Kremnických vrších a Poľaně. Obnovený vulkanismus byl více explozivní, převládajícími horninami jsou andezitová a ryolitová pyroklastika. V sarmatu intenzita poklesla, ale v panonu se znovu zintenzivnila.
Ve Slovenském rudohoří (v oblasti Tisovce a Rimavské kotliny) se nacházejí silně erodované stratovulkanické zbytky, které jsou petrologicky ekvivalentní středoslovenským stratovulkánům. Na východním Slovensku tato fáze začala ve svrchním bádenu a zasáhla do oblasti Zemplínských vrchů.

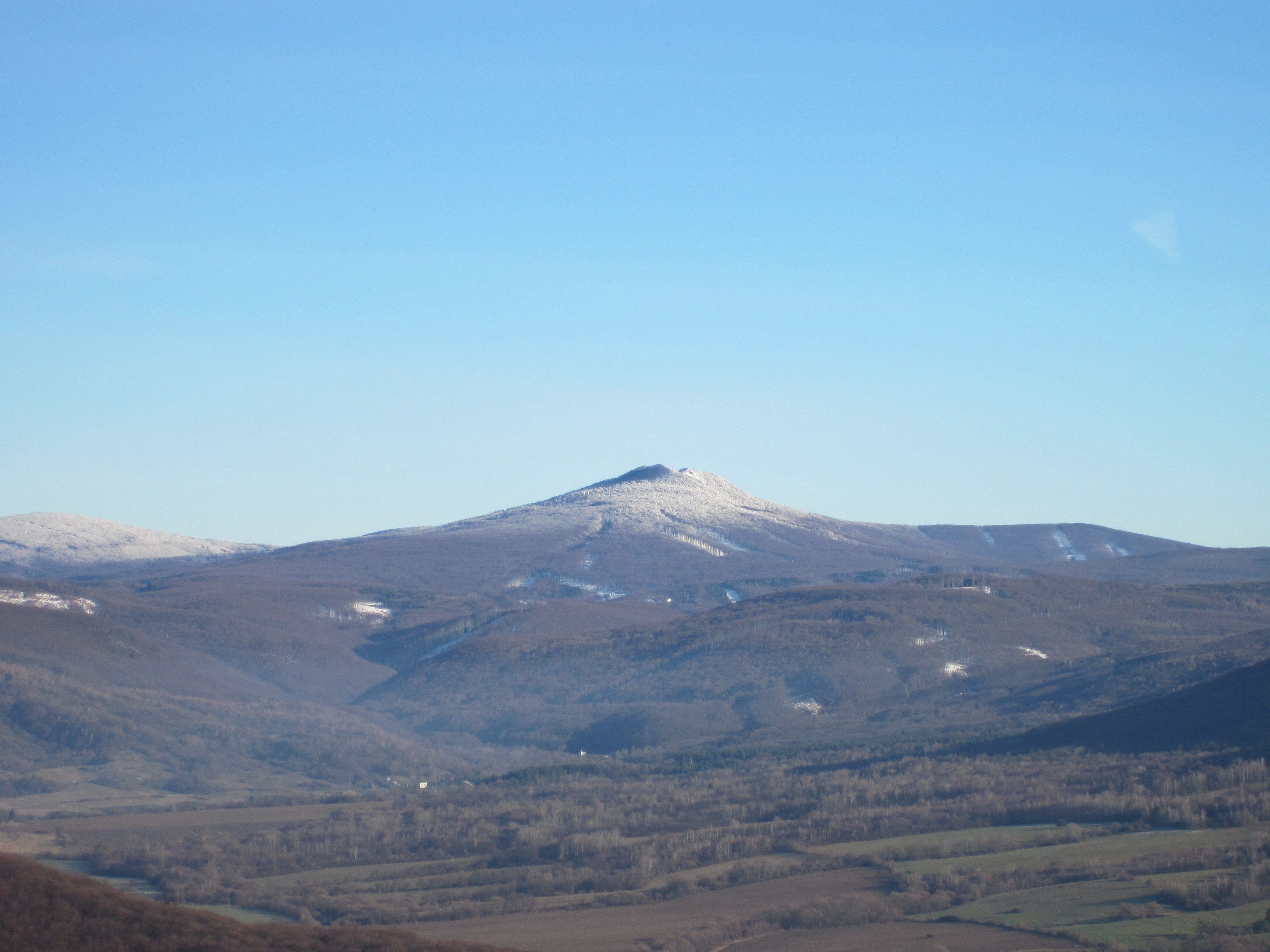
Vihorlat

### Vulkanity subdukční zóny
V subdukční zóně východního Slovenska se vytvořila ve spodním sarmatu linie morfologicky jednoduchých stratovulkánů Slanských vrchů (stratovulklány Šebastovka, Zlatá Baňa, Makovica, Strechov, Bogota, Milič a Bradlo), která pokračovala až do severního Rumunska. S touto fází jsou petrograficky ekvivalentní intruze andezitů v Pieninách, na Považí a u Uherského Brodu. Z hornin převládají dioritové porfyry a andezity s vyrostlicemi amfibolů a pyroxenů, někdy i s granáty.
Mladší fáze této vulkanické činnosti vytvořila pohoří Vihorlat se stratovulkány Kyjov, Sokolský potok, Morské oko, Diel a Popriečny (na ukrajinské straně pod názvem Popričny).

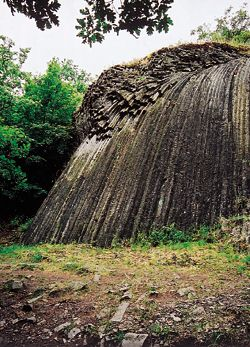
Kamenný vodopád – bazaltové těleso v Cerové vrchovině

## Finální fáze
Finální fáze vulkanismu představuje bazický alkalický vulkanismus středoslovenské a jihoslovenské oblasti. Změna typu vulkanismu byla pravděpodobně způsobena ukončením kůrového zkrácení ve flyšovém pásmu. Z hornin převládají bazalty s vyrostlicemi olivínu nebo nefelínu. První etapa této fáze vyprodukovala tělesa bazaltů v oblasti Banské Štiavnice, lávové proudy v okolí Ostré Lúky u Zvolena a Devičieho u Krupiny (stáří 8 až 6,6 mil. let) a lávové proudy a maary v okolí Pinciné, Jelšovce v severozápadní části Lučenské kotliny (stáří 7,2 až 6,4 mil. let).
Druhou etapou je cerovská bazaltová formace tvořená bazaltovými lávovými proudy, neky, dajkami a maary se stářím 5,4 až 1,1 mil. let v Cerové vrchovině a mladý troskový kužel Putikov vŕšok u Nové Baně, jehož stáří je odhadováno na 100 000 let a méně.
Vulkanismus finální fáze byl způsoben izostatickým vyrovnáváním pokleslé panonské zaobloukové pánve v kombinaci s extenzivními pohyby.

## Hydrogeologické a inženýrskogeologické poměry
Oblast neovulkanitů je velmi různorodá nejen po stránce tvarů povrchu ale i ve své pestré horninové náplni od rozsáhlých utuhlých lávových těles, přes tufy až po jíly a štěrky. Převažující horninou na povrchu jsou andezity a jejich pyroklastika. Jde všeobecně o slabě propustné horniny, které jsou od hloubky 20 až 30 metrů jen velmi slabě propustné. V masívních efuzívních horninách převládají vody mělkého oběhu, cirkulující v zóně zvětrávání a rozpojení puklin. Většina pramenů v takových oblastech má vydatnost do 1 l·s−1 a je nestálá. Zvodněná pórová vulkanoklastika se vyznačují mezizrnovou a puklinovou propustností. Jejich vydatnost dosahuje 5 – 20 l·s−1. Hlouběji založené poruchové zóny, mající původ v extenzní tektonice mohou být též zvodněné. Jejich vydatnost se pohybuje od 0,4 do 5 l·s−1. Někdy mohou mít zvýšenou teplotu. Všeobecně mají tyto vody mineralizaci typu Ca-Mg-HCO3 v rozmezí od 0,04 – 0,25 g·l−1 v efuzívních horninách po 0,04 – 0,05 g·l−1 v tufitických horninách. Na místech jejich průchodu sulfidickými horninami jejich mineralizace roste, tyto vody jsou často znehodnocené a nevhodné k využití.
V oblasti neovulkanitů jsou typické sesuvy pevných vulkanitů po svém plastickém tufitovém nebo jílovito-písčitém podloží. Pozorovatelné jsou mnohé starší, zejména pleistocenní sesuvy. Svahy jsou obvykle pokryty 0,5 až 3 m mocnými písčito-hlinitými až kamenitými deluviemi. Některá lávová tělesa se postupně zabořují do svého méně pevného podloží, nebo kloužou po jeho svazích. Známo je též ohrožení okolí rozpadem a sutinami, např. ryolitové bralo u obce Vyhne.
Stavební činnost v oblasti neovulkanitů se soustřeďuje do oblasti erozních kotlin a brázd s lepšími podmínkami. V minulosti zde byla poměrně rozšířená hornická činnost. V současnosti je však většina ložisek rudních surovin v oblasti vyčerpána. Stále významná zůstává těžba stavebního kamene, který je na rozdíl od starších hornin v Karpatech podstatně méně tektonicky rozpukán a má proto větší využití.